# Успенский собор (Куртя-де-Арджеш)
Монастырь Куртя-де-Арджеш (рум. Mănăstirea Curtea de Argeș) — собор, являющийся главной православной святыней Валахии. Успенский собор епископов в центре ансамбля был построен в 1515—1517 годах валашскими правителями, деспотами и господарами Нягое Басарабом и его супругой Милицей Бранкович.
Успенский архиерейский собор в румынском монастыре в городе Куртя-де-Арджеш — православный собор, главный храм Валахии XVI века, бывшая усыпальница румынских господарей. Имеет в Румынии репутацию столь же исключительного по своим зодческим достоинствам памятника, что Успенский собор и храм Василия Блаженного в России.

## Архитектура
Монастырь св. Николая был основан Нягое Басарабом и его женой Милица Деспина, а свой нынешний вид приобрел при Раду V Афумати (1526). Крестово-купольный храм сложен из серого известняка и поставлен на высокий, двухметровый подклет. Собор трёхглавый, более крупный по размерам четвёртый купол венчает объёмный придел с апсидной стороны. Малые барабаны украшены винтообразной резьбой, придающей композиции динамизм. Нетрадиционно решён аркатурный пояс, а сами стены испещрены легкими, замысловатыми узорами, в которых угадывается турецкое влияние. С западной стороны от собора высится небольшая часовня.
Считается, что архитектурный стиль монастырской церкви идентичен предыдущему в монастыре Дялу и является продолжением стиля монастыря Козья, а этот существенно улучшен и обогащен моравский стиль. Композиция церкви послужила образцом для некоторых валашских храмов XVI и XVII века.
Храм реставрировался в 1875—1885 годах по инициативе правителя Румынии и впоследствии первого короля Румынии Кароля I в связи с преобразованием в усыпальницу румынских королей. Он неизменно привлекал внимание румынских патриотов и любителей старины. Например, Василе Александри опубликовал легенду о его строителе, мастере Маноле, напоминающую предание о зодчих собора Василия Блаженного. Одна из версий гласит, что «чёрный князь», не желая, чтобы зодчие возвели нечто равное архиерейскому собору, оставил их на крыше здания, откуда они попытались спуститься, смастерив крылья из досок.